# هنريك صامويلسون
هنريك صامويلسون (بالإنجليزية: Henrik Samuelsson)‏ هو لاعب هوكي الجليد أمريكي، ولد في 7 فبراير 1994 في سكوتسديل في الولايات المتحدة.

## وصلات خارجية
- هنريك صامويلسون على موقع دوري الهوكي الوطني (الإنجليزية)
- هنريك صامويلسون على موقع قاعة مشاهير الهوكي (لاعب أن.إتش.أل) (الإنجليزية)
- هنريك صامويلسون على موقع EliteProspects.com (الإنجليزية)
- هنريك صامويلسون على موقع Eurohockey.com (الإنجليزية)
- هنريك صامويلسون على موقع HockeyDB.com (الإنجليزية)
- هنريك صامويلسون على موقع Hockey-Reference.com (الإنجليزية)